# Вила Селчароли (Кјети)
Вила Селчароли је насеље у Италији у округу Кјети, региону Абруцо.
Према процени из 2011. у насељу је живело 474 становника. Насеље се налази на надморској висини од 236 м.